# リヒテンシュタイン大学

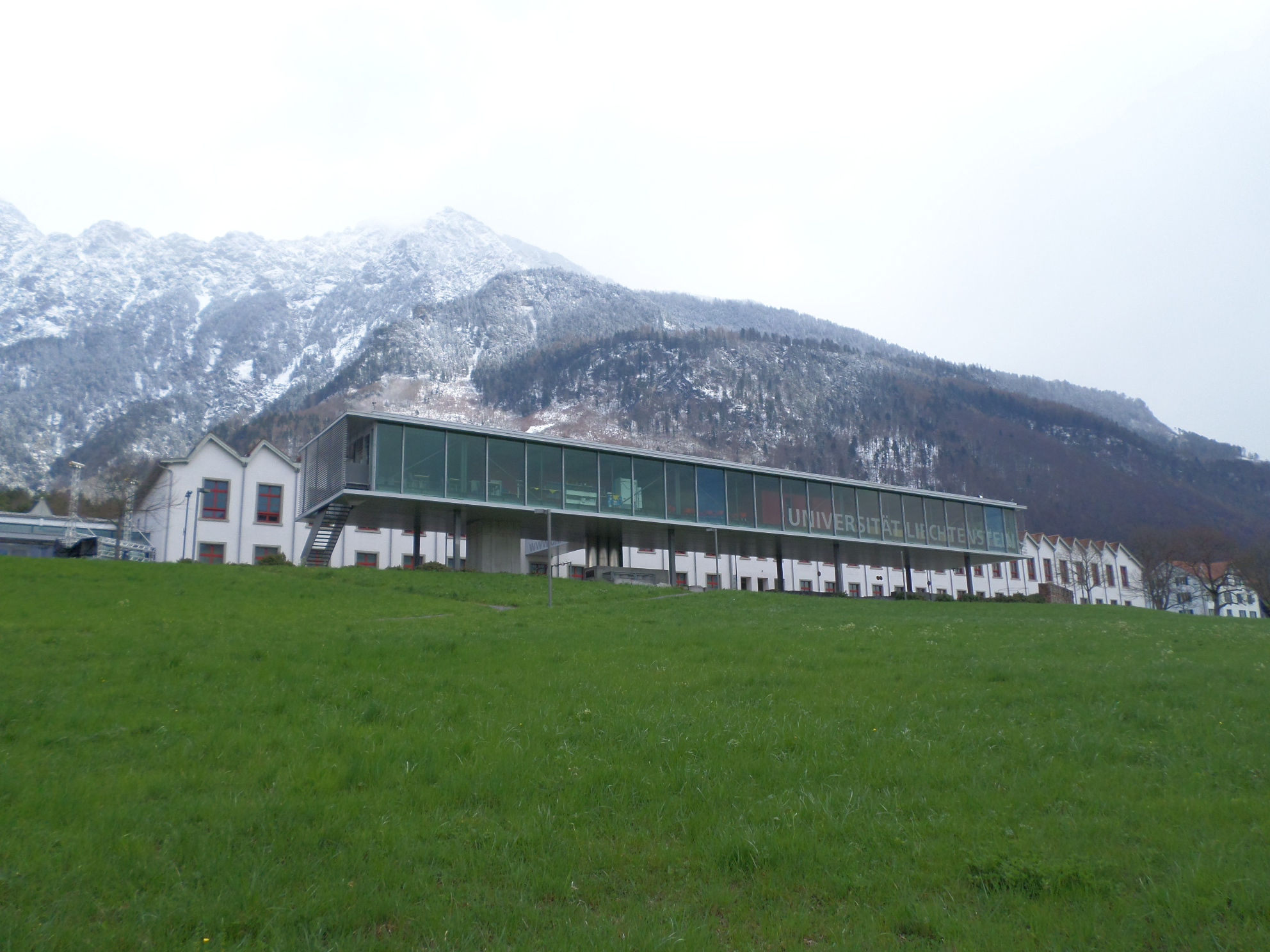
リヒテンシュタイン大学

リヒテンシュタイン大学（リヒテンシュタインだいがく、独：Universität Liechtenstein）は、リヒテンシュタイン侯国の首都ファドゥーツに本部を置く国立大学である。1961年に設立された。建築学と経営経済学の2つの分野を中心とする。学生数は約600名、教員数は約200名。

## 沿革
1961年、機械・土木技術者の教育を中心とする工業夜間学校（Abendtechnikum）として設立され、その後、リヒテンシュタイン工業学校に発展した。
1998年、リヒテンシュタイン応用科学大学となった。2008年には大学と認定され、ボローニャ・プロセスに従って学士・修士課程に加え、博士課程を提供する権利を得た。
2016年10月、大学を共同設立したクラウス・ネッシャーの後任として、ユルゲン・ブリュッカーが学長に就任した。2019年10月、ウルリーケ・バウムエールが学長に就任した。2021年4月、バウムエールの後任としてマルクス・イェーガーが学長となった。

## 教育
リヒテンシュタイン大学は、授業をドイツ語と英語で提供する。

## 研究所と研究分野
- 建築学と計画
  - サステナブルデザイン
  - 建築デザイン理論
  - サステナブル都市デザイン・計画
- アントレプレナーシップ
  - 起業家学習
  - チーム学習
  - 起業家マーケティング
  - イノベーションマネジメント
  - 国際・戦略マネジメント
  - 知識処理・知識マネジメント
  - 同族経営
- 金融学
  - 銀行・金融
  - 国際税務
  - 法人税務
  - アセットマネジメント
- 情報システム
  - デジタルイノベーション
  - プロセスマネジメント
  - サステナブルデジタル
  - コンテンツマネジメント
  - エンタープライズリソースプランニング
  - ビッグデータ分析
  - カルチャーアセスメント
  - デジタルナッジング
- ビジネス法
  - 会社法・財団法・信託法
  - 銀行法・証券法
- KMUセンター